# Андреини, Джамбаттиста
Джамбаттиста Андреини (9 февраля 1576 — 7 июня 1654) — итальянский актёр комедии дель арте (выступал в маске Лелио), сын знаменитых актёров Франческо и Изабеллы Андреини; драматург. 

## Биография
Родился во Флоренции в семье знаменитых актёров Франческо и Изабеллы Андреини. В 1601 г. организовал труппу «Федели», которая выступала с 1604 г. при дворе Винченцо Гонзага, герцога Мантуанского, затем в Париже (1613—1614, в 1620-е и в 1643—1647), где ей покровительствовали Мария Медичи, Людовик XIII и кардинал Мазарини, а также при императорском дворе в Праге и в Вене (1629—1630). Первая жена Андреини, Вирджиния Рампони-Андреини, на которой он женился в 1601 году, также была знаменитой актрисой и певицей. После ее смерти женой Андреини стала другая актриса из его труппы, Вирджиния Ротари. Андреини руководил труппой «Федели» до 1652 г.

## Произведения
Андреини — автор многих пьес, в том числе на библейские темы: «Адам» (1613), изданный с посвящением королеве Франции Марии Медичи, «Магдалина» (1617), «Магдалина сладострастная и кающаяся» (1652). 